# Покровська церква (Ростов-на-Дону)
Покровська церква (Ростов-на-Дону) (рос. Покровская церковь (Ростов-на-Дону)) — одна з найстаріших церков Ростова-на-Дону (помилково вважають першою церквою в Ростові). Спочатку будівля розташовувалася приблизно на розі вул. Великої Садової і названого на честь церкви Покровського провулка (нині — провулок Журавльова). З часом вона дещо змістилася у бік Богатянівського провулка (нині — Кіровський проспект).

## Історія

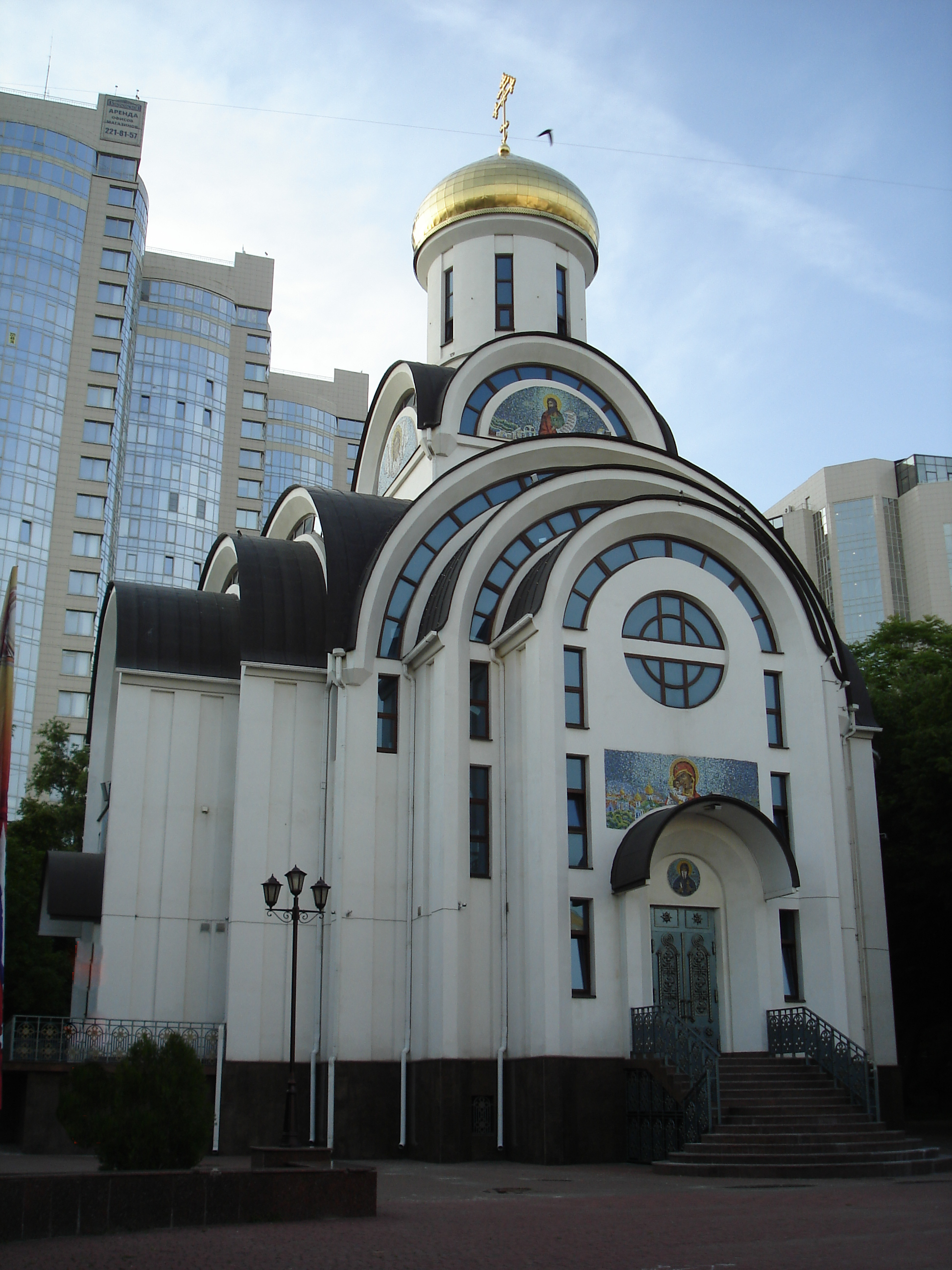
Покровська церква

В 1762 році, після скасування фортеці Святої Анни, розташованої недалеко від Черкаська (нині станиця Старочеркаська) на Василівських горбах, було вирішено перенести Покровську церкву, що знаходилася в ній, у нещодавно побудовану фортецю Святого Димитрія Ростовського. Будівлю церкви було розібрано, всі колоди пронумеровано та перевезено на вибране місце. Нова церква отримала статус «фортечної» . Всі її священнослужителі і більшість парафіян були військовослужбовцями. Точне місце розташування першої будівлі церкви — в північно-східному партері Кіровського скверу — було визначено влітку 2003 року в ході археологічних досліджень, проведених Ростовським регіонального відділення ВТОПІіК (керівник експедиції — П. А. Ларенок).
З часом виникла потреба в більш місткому храмі. У зв'язку з цим у 1781 році обер-комендант генерал-майора Семен Гур'єв направляє архієпископу Никифору, голові Словенської та Херсонської єпархії, що курувала в той час територію нинішнього Ростова, клопотання «про дозвіл облаштувати нову, більш широку церкву, замість старої». У 1782 році клопотання було задоволено. Стару будівлю церкви розібрали і майже на тому ж місці збудували нову (також дерев'яну). Освячення церкви відбулося 28 вересня 1784 року.
У 1796 році з матеріалів нещодавно скасованої церкви Святого Димитрія Ростовського до Покровської церкви прилаштували правий південний приділ, який також присвятили Св. Димитрію.
З 1806 року церква перестала бути тільки військовою і отримала змішаний статус, перебуваючи одночасно у військовому та єпархіальному підпорядкуванні.
В 1818 році на дзвіниці встановлено годинник з боєм.

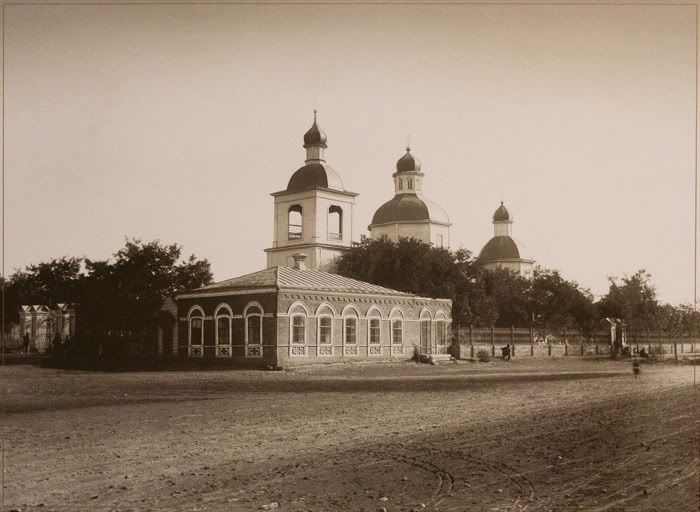
Стара Покровська церква в Ростові-на-Дону

Протягом значного періоду часу Покровська церква виконувала функції основної не тільки для фортеці Святого Димитрія Ростовського, але й для поселень, що з'явились навколо неї. У зв'язку з цим з кінця XVIII століття Покровську церкву називали соборною. Така ситуація зберігалася до 1822 року, коли указом Священного Синоду соборною церквою оголошено Церкву в ім'я Різдва Пресвятої Богородиці. У 1831 році стару дзвіницю розібрали і збудували нову.
У 1869 році церква остаточно втрачає статус військової і повністю переходить до єпархіального підпорядкування. В останній чверті XIX століття починають з'являтися торгові ряди, які згодом розрослися в Покровський базар. В кінці XIX століття на території церкви будують нову будівлю, в якій 2 вересня 1890 року відкривається двокласна школа.
2 листопада 1895 року через недбалість сторожа сталася пожежа, в якій згоріла дзвіниця і було пошкоджено будівлю самого храму.
10 серпня 1897 році було закладено нову кам'яну будівлю за проектом архітектора Н. М. Соколова. Вона розташовувалося трохи західніше від старої — ближче до Богатянівського провулку (нині — Кіровський проспект). Будівництво було закінчено в 1909 році і 9 травня за старим стилем (22 травня за новим стилем) було освячено новий храм, названий Ново-Покровським. Разом з тим, стара пошкоджена вогнем будівля простояла досить довго і була знесена вже в 1917 році.

## Опис будівлі, побудованої в 1909 році

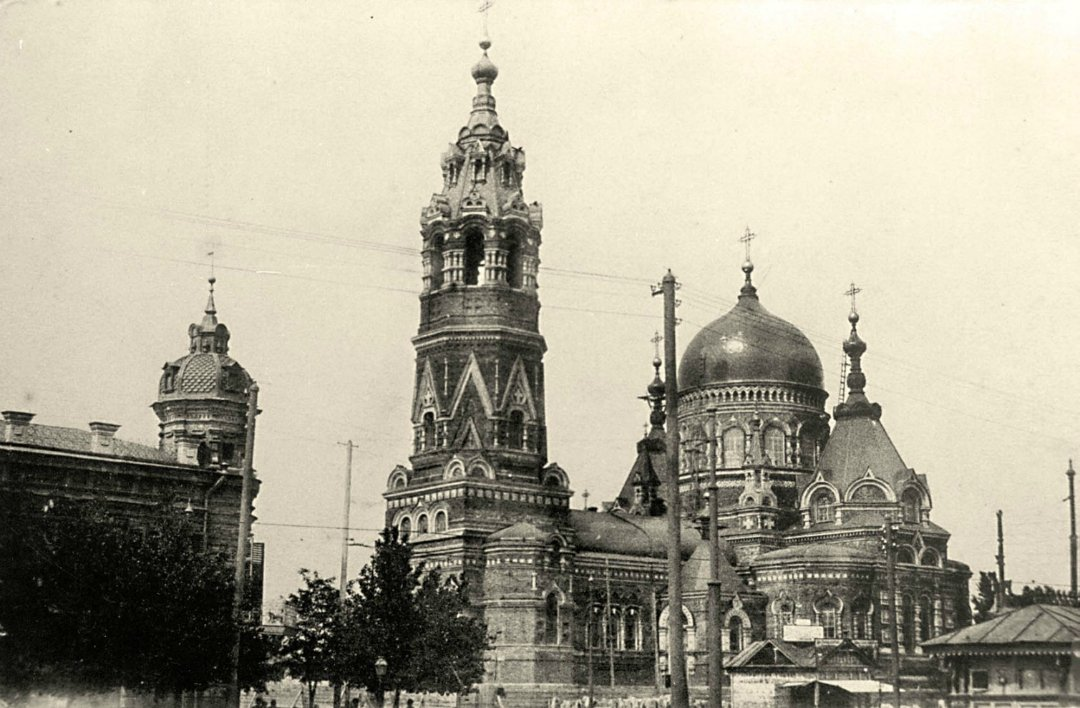
Ново-Покровська церква. Ростов-на-Дону.

Будівля була побудована у псевдоросійському стилі і мала в ширину 16 сажнів (34 м), у довжину 25 сажнів (53 м) і у висоту, з урахуванням хреста, 25 сажнів (53 м). Висота дзвіниці становила 35 сажнів (74,5 м), з головним дзвоном вагою 300 пудів (5100 кг).
Церква являла собою трьохпрестольний храм, що включає головний — Покровський престол і два приділи: правий — в ім'я Св. Димитрія Ростовського, і лівий — в ім'я Святого мученика Георгія Побідоносця. Всі мармурові роботи були виконані італійським художником Е. Р. Мінцеоні. Підлога храму була викладена різнобарвною світлою плиткою. Склепіння, куполи, стіни храму були розписані художниками В. В. Лавровим і Я. І. Смирновим. У церкви спочатку було передбачене електричне освітлення.
У 1930 році храм був знесений. Потім на його місці був облаштований фонтан, а потім розбитий сквер ім. Кірова і встановлено пам'ятник С. М. Кірову (розповідають, що при його зведенні використовувалися мармурові плити, що залишилися від храму).

## Відновлення храму
В постперебудовні часи почало підніматися питання про відновлення храму і 3 лютого 2005 року в Кіровському сквері був установлений і освячений пам'ятний хрест, а також закладено перший символічний камінь у фундамент майбутнього храму. Будівництво храму велося за рахунок благодійних пожертвувань з усієї Росії. Збір коштів здійснювався фондом «Покровський храм». Храм, побудований за проектом архітектора Г. А. Шевченка, отримав назву Старо-Покровського і був освячений 11 листопада 2007 року архієпископом Ростовським і Новочеркаським Пантелеімоном.
Незадовго до освячення храму, 25 червня 2007 року, перед храмом у Покровському сквері був відкритий пам'ятник імператриці Єлизаветі Петрівні. Автор пам'ятника — скульптор Сергій Олешня. Висота пам'ятника понад 7 метрів. Постать Єлизавети і горельєфи на постаменті відлиті з бронзи і важать близько трьох тонн, вага самого гранітного постаменту становить близько 50 тонн.